# سد ينبع النخل
سد ينبع النخل أو سد وادي الفرعة أحد سدود منطقة المدينة المنورة بالمملكة العربية السعودية، ويقع جنوب غرب المدينة المنورة، ويبعد نحو 45 كيلو مترا عن محافظة ينبع.

## الوصف
يقع السد في قرية الفرعة في ينبع النخل التابعة لمحافظة ينبع، وتتجاوز سعته التخزينية 20 مليون متر مكعب من الماء، ويحوي ثمانية آبار للتغذية الجوفية، وإلى جانب كونه مشروعا حيويا للاستفادة من مياه الأمطار، ورفع منسوب المياه الجوفية التي تغذي عددا من العيون والينابيع الطبيعية المعتمد عليها في الزراعة والرعي، هو أيضا واحد من المواقع السياحية التي يرتادها الأهالي في ينبع عند هطول الأمطار، حيث يتوسط السد مزارع النخيل وأكثر المناطق الزراعية في ينبع انتاجا للمحاصيل الزراعية.